# Je hebt me 1000 maal belogen
Je hebt me 1000 maal belogen is de debuutsingle van de Vlaamse schlagerzangeres Laura Lynn, voorgesteld aan de pers op 22 maart 2005. Het is een vertaling van de hit Du hast mich 1000 mal belogen van de Duitse zangeres Andrea Berg. De plaat behaalde in België de gouden status.
Het lied stond twaalf weken op nummer 1 in de Vlaamse Top 10. In de Ultratop 50 bereikte de single de tweede positie. Ook in Nederland kende de single, zij het matig, succes. Het nummer stond vijf weken in de Nederlandse Top 100.
Laura Lynn zingt dit liedje ook in het Afrikaans onder de titel Jy het my duisend maal belowe. 